# Сокорово (Витебская область)
Сокорово (бел. Сокарава) — деревня в Бешенковичском районе Витебской области Беларуси. Входит в состав Улльского сельсовета.

## География
Деревня находится в центральной части Витебской области, на южном и юго-восточном берегах озера Полозерье, а также на берегах небольшого одноимённого озера, на расстоянии приблизительно 21 километра (по прямой) к северо-западу от городского посёлка Бешенковичи, административного центра района. Через Сокорово проходят автодороги Р-144 и Н-2004. Абсолютная высота — 136 метров над уровнем моря. Площадь населённого пункта — 2,2291 км².

## История
По состоянию на 1906 год, в деревне насчитывалось 34 двора и проживал 221 человек (104 мужчины и 117 женщин). В административном отношении входила в состав Сокоровского сельского общества Мартиновской волости Лепельского уезда Витебской губернии.
До 2004 года Сокорово являлось центром Сокоровского сельсовета.

## Население
По данным переписи 2019 года, в деревне проживало 158 человек.
| Год  | Население, человек |
| ---- | ------------------ |
| 1906 | 221                |
| 2009 | ↗ 279              |
| 2019 | ↘ 158              |